# 휴럼
휴럼(Hurum Co. Ltd.)은 대한민국의 건강 바이오 기업이다. 본사는 서울특별시 금천구 가산디지털2로 115 416호(가산동, 대륭테크노타운3차)에 위치해 있으며 대표이사는 김진석이다.

## 사업
건강기능식품을 제조하며 전기 없이 요거트를 만들 수 있는 기술을 개발하였다

## 상장
2021년 7월 27일 엔에이치스팩16호와 합병을 통해 상장하였다.

## 참고문헌
1. ↑  휴럼IR최종본, 2021년
2. ↑  G밸리의 혁신가(5) 김진석 휴럼 대표, 중앙일보, 2023.06.23
3. ↑  김진석 휴럼 대표 “발명과 혁신으로 한국의 건강기능식품 우수성 알리겠다”, 헬로우T, 2020.03.18
4. ↑  휴럼 “스팩합병으로 글로벌 헬스케어 기업 도약”, IB토마토, 2021-06-01